# きたばえ座

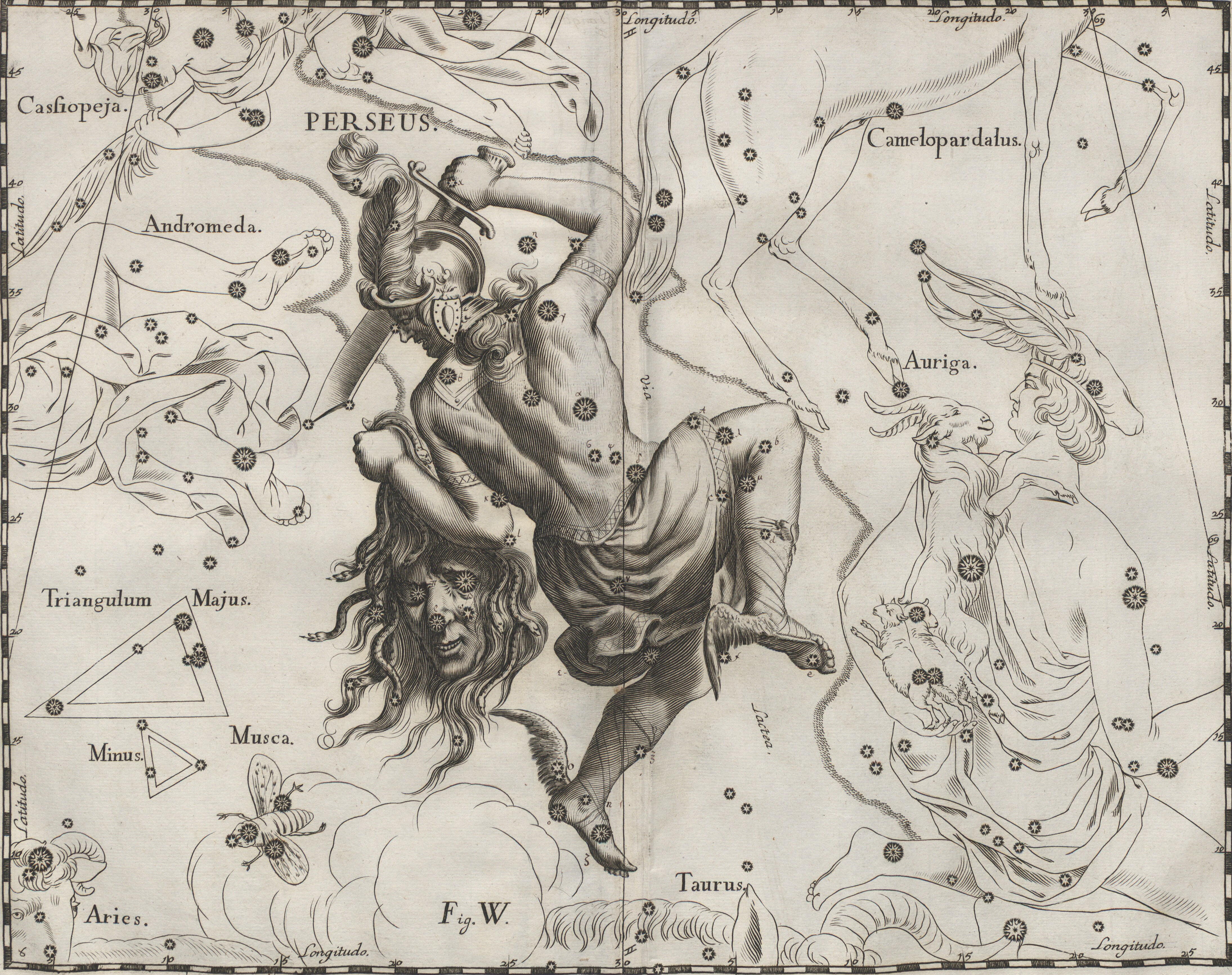
ヨハネス・ヘヴェリウスの星図にはこの図の左下にきたばえ座が描かれている

きたばえ座（きたばえざ、北蝿座、Musca Borealis）は、現在は使われていない星座の一つ。現在のおひつじ座33番星、35番星、39番星、41番星が使われていた。
1612年にオランダの天文学者ペトルス・プランシウスが、おひつじ座の北側にありどの星座にも使われていなかった4つの星を使ってみつばち座 (Apes) を作ったことに始まる。ドイツの天文学者のヤコブス・バルチウスは、1624年にこれをすずめばち座 (Vespa) と改めた。さらにヨハネス・ヘヴェリウスは1690年に発表した星図で「蠅」 (Musca) と改名した。彼はこれを星座としては数えなかったが、おひつじ座の下に分けて残していた。南天のはえ座と区別するために Musca Borealis という名前が登場するのは、1822年に発表されたイギリスのジェミーソンの星図が最初である。
また、同じ場所にイグナス・ガストン・パルディやオギュスタン・ロワーエらはゆり座 (Lilium) を設定したが、こちらも現在は使われていない。
以前は“きたばい座”と呼ばれていた。“はい”はハエの東京方言であり、はえ座がもともと“はい座”と呼ばれていたことに合わせたものであった。“はい座”が“はえ座”に改められたことを機に“きたばえ座”と呼ばれるようになった。